# Ромоло Вали
Ромоло Вали (на италиански: Romolo Valli) е италиански актьор. 

## Биография
Той е един от най-известните италиански актьори от 50-те години до смъртта му. Работил е както за сцената, така и за кино екрана. Сред режисьорите, с които е сътрудничил, са Виторио Де Сика, Серджо Леоне, Роман Полански, Роже Вадим и Лукино Висконти, които взима Вали в три игрални филма („Гепардът“, „Смърт във Венеция“, „Семеен портрет в интериор“) и в „Бокачо '70“. Вали умира при автомобилна катастрофа.

## Избрана Филмография
| година | филм                       | оригинално заглавие               | роля                         | режисьор           |
| ------ | -------------------------- | --------------------------------- | ---------------------------- | ------------------ |
| 1959   | Поликарпо, писаря          | Policarpo, ufficiale di scrittura | Началника на отдела Лауренци | Марио Солдати      |
| 1959   | Голямата война             | La grande guerra                  | Лейтенант Галина             | Марио Моничели     |
| 1962   | Бокачо '70                 | Boccaccio '70                     | Адвокат Заки                 | Лукино Висконти    |
| 1963   | Гепардът                   | Il Gattopardo                     | Отец Пироне                  | Лукино Висконти    |
| 1970   | Градината на Финци-Контини | Il giardino dei Finzi-Contini     | Бащата на Джорджо            | Виторио Де Сика    |
| 1971   | Смърт във Венеция          | Morte a Venezia                   | Хотелиера                    | Лукино Висконти    |
| 1974   | Семеен портрет в интериор  | Gruppo di famiglia in un interno  | Микели                       | Лукино Висконти    |
| 1976   | Двадесети век              | Novecento                         | Джовани Берлингиери          | Бернардо Бертолучи |
| 1977   | Един дребен, дребен буржоа | Un borghese piccolo piccolo       | Д-р Спациани                 | Марио Моничели     |